# 長汀県文廟
長汀県文廟（ちょうていけんぶんびょう）は、中華人民共和国福建省竜岩市長汀県汀州鎮東後巷に位置する孔子廟。

## 歴史
文廟は南宋の紹興3年（1133年）に建立された。
1997年、長汀県人民政府は文廟を長汀県文物保護単位に認定した。2013年1月28日、福建省人民政府は文廟を福建省文物保護単位に認定した。

## 建築物
文廟は今は大成殿だけに残っている。大成殿は北の方にあり、南の方にあり、面は広々として3つあり、奥行きは3つある。重檐歇山頂。